# Hiperhaver
A Hiperhaver (eredeti cím: My Giant Friend) francia televíziós 3D-s számítógépes animációs sorozat, amelyet Hervé Trouillet alkotott. Franciaországban a France 3 vetítette, Magyarországon pedig a Megamax sugározta.

## Ismertető
A Föld bolygó egy közelebbről nem meghatározott részén vagyunk 2042-ben. A sorozat főhőse Linus egy 12 éves kisfiú, akinek élete gyökeresen megváltozik, amikor találkozik Boommal, aki a Velguzin nevű bolygóról jött a Földre. Képes emberré átalakulni, s majdnem láthatatlanná válni. Földi élete azonban veszélyben van, mert az Űr Fejlesztési Központ uralja a bolygót, amely szervezet minden ide érkező idegent levadászik, s rabságba taszít. Gyűjtik a fogvatartottak energiáit. Mégis Linus és Boom összefognak, hogy kiszabadítsanak minden idegen lényt, akik rabságban sínylődnek ezen szervezet jóvoltából.

## Szereplők
- Linus
- Marlène
- Victor
- Sofia
- Boom
- Iris
- Monroe
- Taki
- Docteur K
- Les Beebees
- Numéro 9
- Andy Sandborn
- Chase
- Jenny
- Cornell

## Epizódok
1. Prototípus
2. A dilenma
3. A robotház
4. A nagy csapda
5. Sztár születik
6. A testőröm
7. Aqaba hercegnő
8. Nyílt házhadművelet
9. Elég aranyos, hogy megegyem
10. Motus
11. Szomorúság
12. Barátunk Glasson
13. Félelmetes Giliszti
14. Testlakó
15. Stella
16. Szolidaritás az idősekkel
17. Az anyám űrlény
18. Alias Dicoya
19. Tánc Monique-val
20. Galotz a hódító
21. Linus kontra Boom
22. Zlif és Zlof
23. Ronk és Zotz
24. Izompacsirta
25. Ez a pénz
26. A Scire órája 1. rész
27. A Scire órája 2. rész
28. Az örökifjúságforrása
29. Univerzumkapitány
30. Hally
31. Boom ügynök
32. Mars és Vénusz
33. Gogalem
34. Áldozat 1. rész
35. Áldozat 2. rész
36. Stotorm
37. Váratlan vendég
38. Olyan öreg vagy, amilyennek érzed magad
39. Egyet előre, kettőt hátra
40. Pá Pá Beebee!
41. Márványszín
42. Multiplex
43. Vortex
44. A legjobb ellenségem
45. Miniboom
46. Tündérmese
47. Iris és Joon
48. Az ómega sugár
49. Az ómega sugár